# Турувр-о-Перш
Турувр-о-Перш (фр. Tourouvre au Perche) — муніципалітет у Франції, у регіоні Нижня Нормандія, департамент Орн. Турувр-о-Перш утворено 1 січня 2016 року шляхом злиття муніципалітетів Отей, Бівільє, Брезолетт, Бюбертре, Шам, Ліньєроль, Ла-Потрі-о-Перш, Препотен, Рандонне i Турувр. Адміністративним центром муніципалітету є Турувр. Населення — 3023 особи (01.01.2021).